# Meyer-Optik

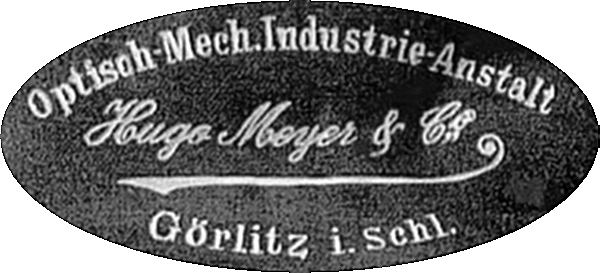
Firemní štít společnosti Hugo Meyer

Meyer-Optik nebo Meyer-Optik-Görlitz je obchodní značka bývalé optické společnosti z Görlitzu v Německu. Před druhou světovou válkou a později existovala společnost pod názvem VEB Feinoptisches Werk Görlitz a jako součást Kombinat VEB Pentacon Dresden. Společnost Meyer-Optik byla významným výrobcem objektivů fotoaparátů. V roce 1991 musela společnost zastavit výrobu.
V roce 2014 společnost net SE obnovila prodej objektivů jako nový majitel značky. Firma net SE musela v roce 2018 podat návrh na konkurz a ve stejném roce prodala práva na ochrannou známku i konstrukční plány společnosti Bad Kreuznach OPC Optical Precision Components Europe GmbH.

## Historie

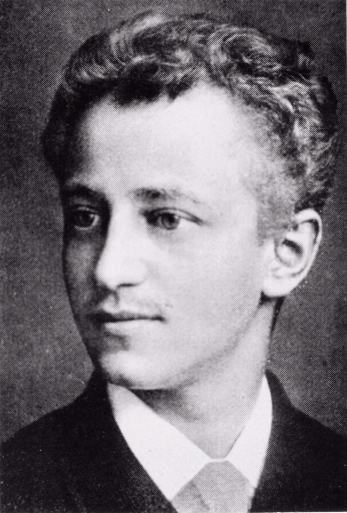
Hugo Meyer jako mladík

Půdorys hlavního závodu Görlitz (rok výstavby v závorkách)

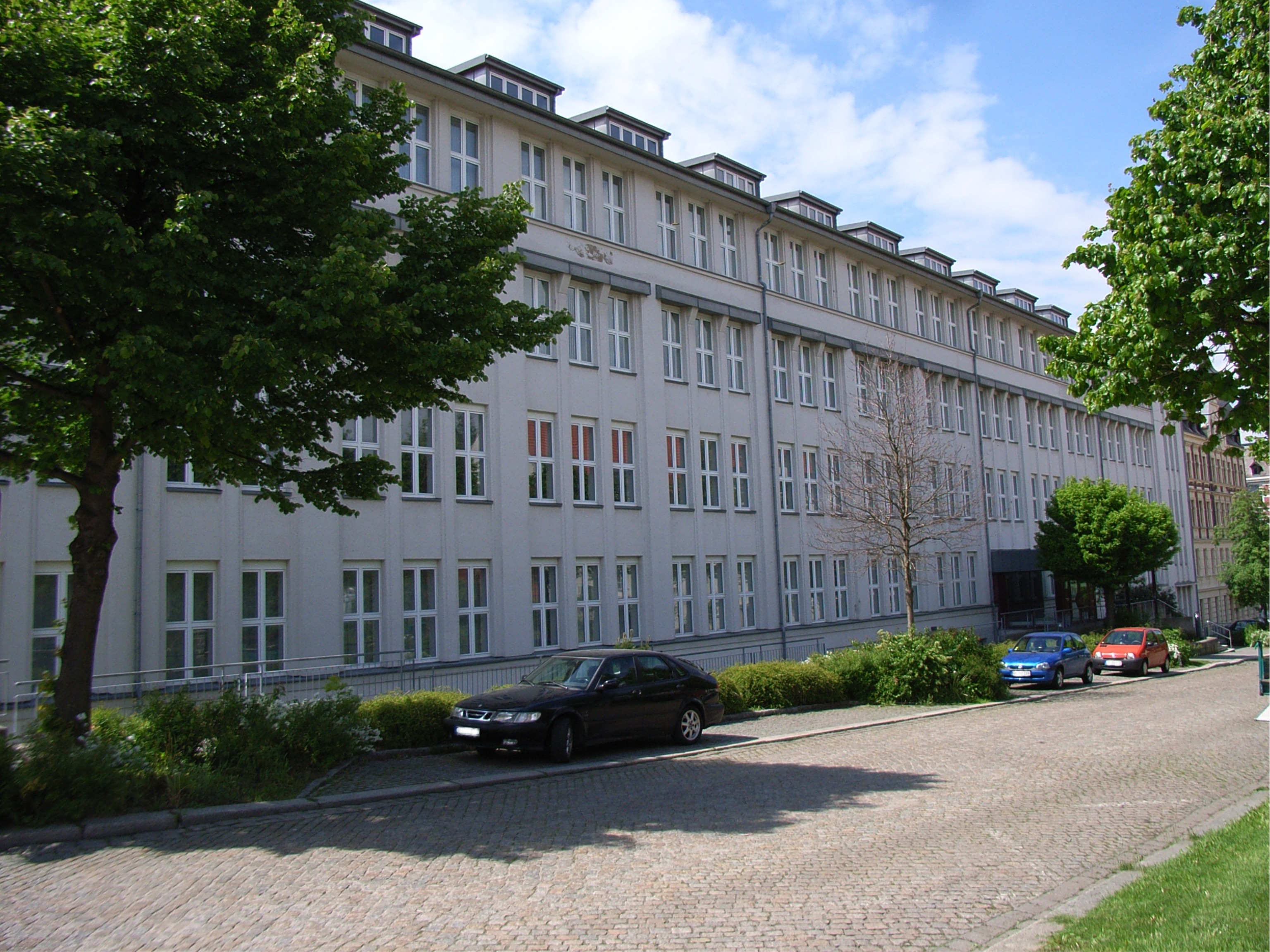
Montážní budova Fichtestrasse z 20. let 20. století

### Zakládající roky (1896–1919)
Optik Hugo Meyer (* 21. května 1863 – 1. března 1905) založil dne 1. dubna 1896, společně s podnikatelem Heinrichem Schätzem, Optisch-Mechanische Industrie-Anstalt Hugo Meyer & Co. (obchodní rejstřík královského okresního soudu v Görlitzu, číslo 477). Svou dílnu založili na Löbauer Str. 7 – budově, ve které sídlilo několik výrobců fotoaparátů.
Brzkým úspěchem byl objektiv Aristostigmat patentovaný Meyerem roku 1900 a na něm založené setové objektivy. V roce 1901 se museli přestěhovat do větších prostor. V roce 1904 vznikl „Atelier Fast Worker“. Meyer řídil společnost až do své smrti v roce 1905. Společnost nadále řídila jeho vdova Elise Meyer a jeho synové. Později následovayl širokoúhlý objektiv, slinutý anastigmat (1908), a v roce 1911 širokoúhlý aristostigmat. Ve stejném roce začali spolupracovat s Optische Anstalt Schulze und Billerbeck, který vyráběl tehdy známé objektivy a sady objektivů Euryplan. Od roku 1918 se vyráběly také projekční objektivy.

### Cesta k dodavateli systémových objektivů (1920–1945)

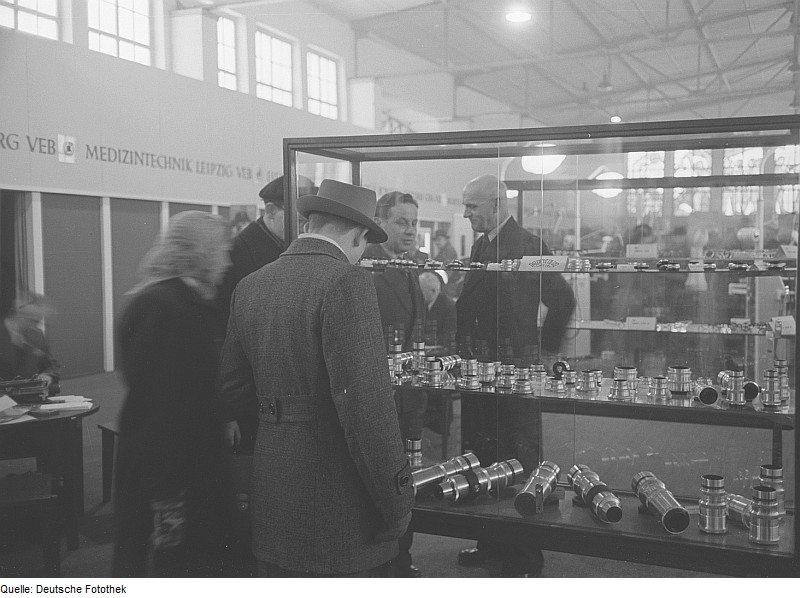
Od začátku 50. let 20. století byla společnost Meyer-Optik opět schopna nabídnout komplexní řadu objektivů

Důležité obchodní rozhodnutí bylo učiněno v roce 1920, kdy se společnost rozhodla spolupracovat s Paulem Rudolphem. Rudolph koncem 19. a začátkem 20. století přispěl k vývoji některých z nejdůležitějších objektivů Zeiss (Protar, Planar, Tessar). Rudolph zpřístupnil firmě Meyer svůj patent na objektivy Plasmat, které byly tehdy nejrychlejšími objektivy na světě.

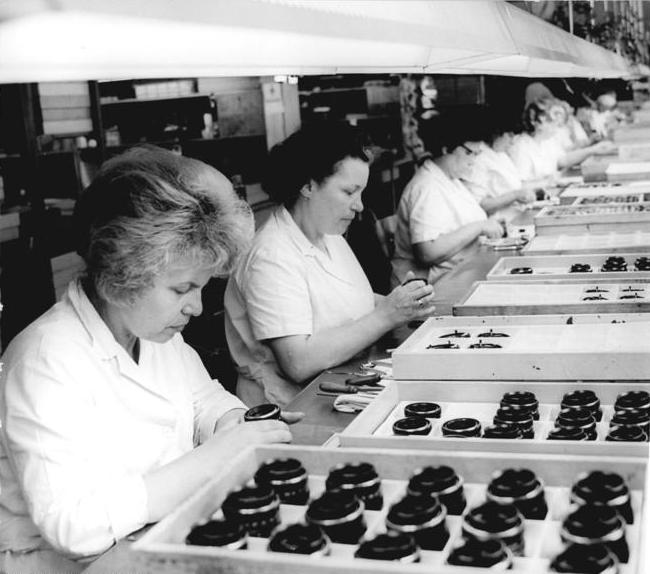
Polští hostující pracovníci sestavují objektivy Meyer (1975)

V ekonomicky obtížném roce 1923 byla nová továrna přestěhována. Meyer se stále více etabloval jako výrobce originálního vybavení pro významné fotoaparáty, včetně Ihagee Exakta. Ve 30. letech Meyer nabízel velmi rozsáhlou škálu vysoce kvalitních výměnných objektivů. Ve srovnání s odpovídajícími objektivy Zeiss byly tyto objektivy obvykle nabízeny o něco levnější. Rozsah se pohyboval od 40 mm širokoúhlý objektiv (dvojitý anastigmat), přes světelné objektivy Primoplan (58–75 mm) až po teleobjektiv 250 mm Telemegor.
V roce 1936 byl název společnosti změněn na „Optische und Feinmechanische Werke Hugo Meyer & Co.“ V té době se každý rok vyrobilo kolem 100 000 fotografických objektivů. V roce 1942 Meyer-Optik kvůli válce bohužel zastavil civilní výrobu. Výroba zbraní byla zaměřena na optické komponenty pro teleskopická mířidla – puškohledy. V posledních letech války byla výroba outsourcována do Grünhainichenu v Krušných horách. Výroba byla odložena na rok 1945. Nejprve se však dělaly výrobky, jako jsou zvětšovací skla nebo dveřní kování, aby vyhovovaly okamžitým potřebám.

### Optisch-Feinmechanische Werke Görlitz (1946–1968)
Na základě 30. referenda v Sasku v červnu 1946 byla společnost vyvlastněna jako součást saského zbrojního průmyslu. Od 1. července 1946 ji vlastnila státní průmyslová správa v Sasku a pod vedením fiduciáře nesla název VEB Optisch-Feinmechanische Werke Görlitz. Provozní zařízení bylo kompletně demontováno. Navzdory tomu bylo v roce 1946 dosaženo prodeje v objemu 225 000 říšských marek.
Jako první krok k zavedení centrálně plánované ekonomiky byla společnost přidělena k VVB Feinmechanik und Optik. V roce 1948 nejvyšší sovětská vojenská správa v Německu potvrdila vyvlastnění, které se stalo právně závazným. Od 1. října 1948 byl název změněn na VEB Feinoptisches Werk Görlitz. V roce 1951 byla založena továrna Primar-Kamera-Werk (dříve Curt Bentzin) a v roce 1954 společnost VEB Schiethering, která byla pod městskou správou.
Předválečný dvojitý anastigmat byl dále technologicky vyvinut v roce 1949 na Helioplan 1:4,5/40. Společnost otevřela podnikovou mateřskou školu v roce 1952. Ve stejném roce byl zaveden antireflexní povlak s fluoridem hořečnatým. Byly vyrobeny hlavně jednoduchý triplet Trioplan, většinou pro hledáčkové kamery od drážďanských výrobců kamer Welta, Balda, Beier a Altissa. Rostla také poptávka po fotoaparátech Exakta Varex, Contax a Praktica s objektivy M42. Řadu vyměnitelných objektivů pro tyto fotoaparáty tvořily Trioplan 1:2,8/100, Primoplan 1:1,9/58 a 1:1,9/75 (typ Ernostar) a Telemegor s dlouhou ohniskovou vzdáleností ve variantách 1:5,5/180 a 1 : 5,5/400. Mnoho objektivů Meyer-Optik pravidelně dostávalo nejvyšší hodnocení kvality produktů NDR. V letech 1960/61 došlo ke změně předchozí modelové řady, která byla vyvolána problémy podle zákona o ochranných známkách a vývojem několika nových produktů.
Meyer-Optik zůstal do jisté míry technologicky inovativní. V roce 1956 byl úspěšně podán německý patent na rychlé nastavení clony pro fotografické objektivy (číslo 1089258), v roce 1961 pro teleobjektiv s pěti členy (číslo 1251971) a v roce 1964 pro uspokojivě korigovaný objektiv vyrobený ze čtyř plastových čoček (číslo 12524843). 

### Pentacon a Carl Zeiss

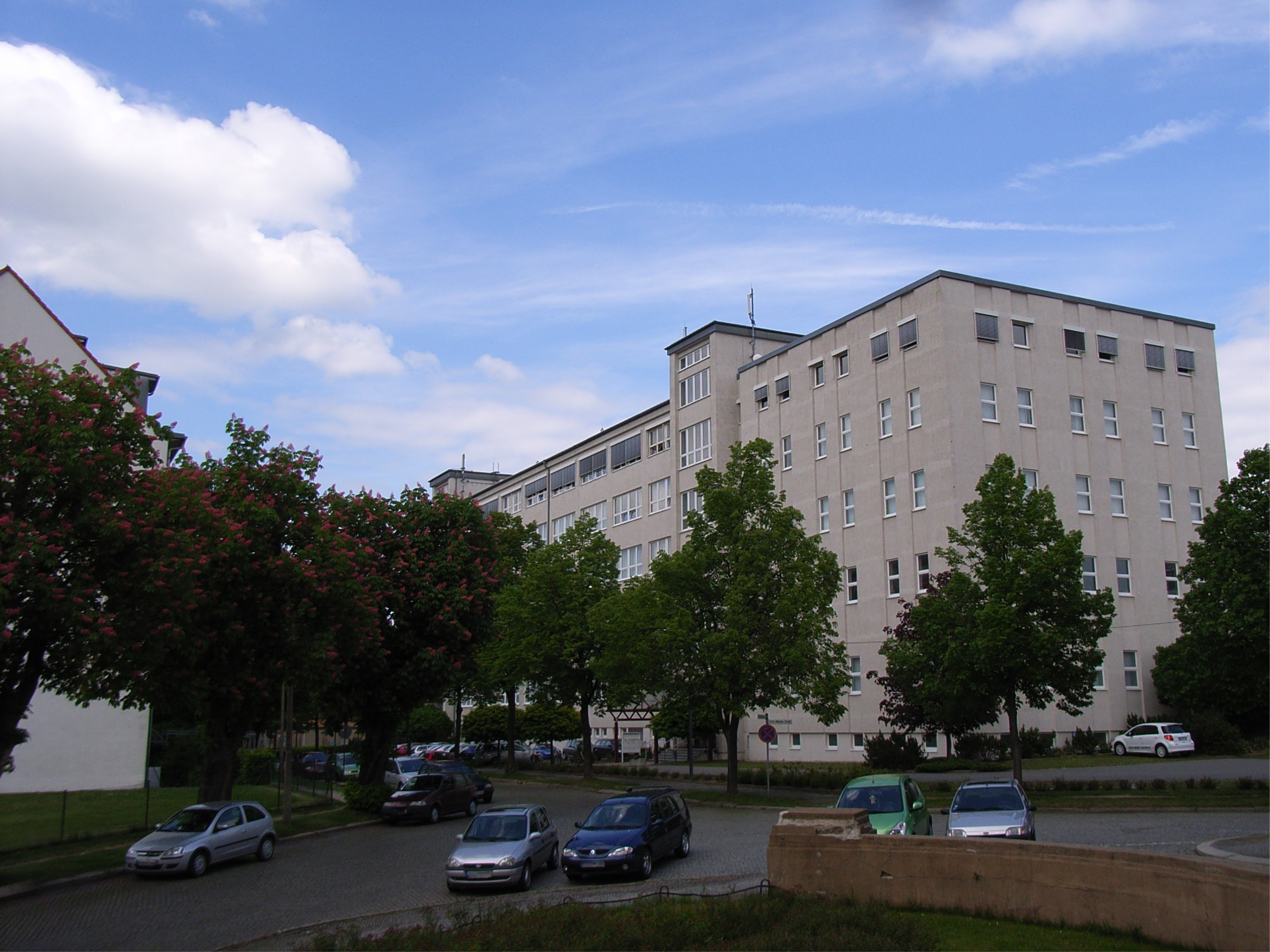
Budování optiky Arndtstr. 1968/70 s prodloužením z 80. let

Společnost VEB Feinoptisches Werk Görlitz byla založena společně s mateřskou společností Pentacon v Drážďanech a společností Ihagee Kamerawerk AG i. V. začleněn do kombinátu VEB Pentacon Dresden v roce 1968. Do roku 1971 byly objektivy označovány jako „Meyer-Optik“. V roce 1985 převzal kombinát VEB Carl Zeiss Jena spolu se společností Pentacon také firmu Meyer. Průmyslové jádro od společnosti Meyer existovalo v tomto složení až do roku 1990. 
V průběhu ekonomické centralizace Meyer postupně ztrácel část své technologické kompetence. Vysoce kvalitní, ale stále méně inovativní standardní objektivy se stále vyráběly. Ukončeny byly zejména produkty, které přímo konkurovaly alternativám Carl Zeiss. Pro výrobu zoom objektivů se potřebné přesné obráběcí stroje od roku 1989 pořizovaly buď ze států RVHP, nebo byly pořízeny na Západě.

### Nový začátek a konec Meyer-Optik (1990–1991)
V dubnu 1990 bylo rozhodnuto oddělit továrnu Görlitz od kombinátu Zeiss Jena a převést ji na GmbH. Konverze proběhla 1. července 1990. Nově vytvořená společnost Feinoptisches Werk Görlitz GmbH opět dodávala objektivy označené MEYER-OPTIK a Made in Germany. Jedním z příkladů je Meyer-Optik 135 f/2,8 mm objektiv se závitem M42 nebo Praktica B.
Celkově však nebylo možné v krátkém čase přiděleném společnosti provozovat konkurenceschopnou výrobu. Dne 3. října 1990, tedy bezprostředně před Photokinou, oznámil Treuhandanstalt konec nově vzniklé společnosti Meyer-Optik ke dni 30. června 1991.

### Pokusy o oživení značky od roku 2014

#### net SE (2014–2018)
Globell Deutschland, který patřil k německé net SE z Koblenzu, prodával objektivy pod značkou Meyer-Optik-Görlitz od roku 2014 znovu. Net SE později převzal prodej sám, ale v červenci 2018 podal návrh na bankrot. Na výstavě Photokina 2014 byly představeny dva nové portrétní objektivy. Sériové modely byly od prosince 2014 k dispozici jako Meyer-Optik-Görlitz Somnium f1,5/85 mm a Meyer-Optik-Görlitz Figmentum f2/85 mm. V polovině roku 2015 byly k dispozici také dva extrémně rychlé objektivy „Nocturnus“ f 0,95/35 a 50 mm. V obou případech se nejednalo o interní vývoj, ale podle společnosti spíše o částečně smontované a upravené objektivy původně vyrobené v Číně a Rusku (rebranding).
V únoru 2015 společnost net SE oznámila, že Trioplan f2,8/100 mm bude jedním z vlajkových lodí objektivů společnosti Meyer-Optik na základě původních plánů z počátku 20. století a přizpůsobený dnešním moderním fotoaparátům. Prototypy nového objektivu byly kompletně vyrobeny v Görlitzu ve spolupráci s Wolf-Dieterem Prenzelem, bývalým hlavním inženýrem společnosti Meyer-Optik do roku 1991, podle původních konstrukčních plánů Trioplan f2,8/100 mm. První prototyp byl představen v květnu 2015. Trioplan byl vyroben s 15 clonovými lamelami z lamelové pásové oceli. Tato konstrukce upřednostňuje „bokeh s efektem mýdlových bublin“, která je charakteristická pro Trioplan díky nedostatečné korekci objektivů, a to i při mírném zaclonění.
Na podzim roku 2015 byl vyhlášen objektiv Trimagon f2,6/95 mm jako portrétní objektiv.

#### OPC-optika (od roku 2018)
V prosinci 2018 získala společnost Bad Kreuznach, společnost OPC Optical Precision Components Europe GmbH, získala jak práva na ochrannou známku Meyer Optik Görlitz, tak i plány výstavby historických objektivů, a podle vlastních informací plánovala značku restartovat na jaře 2019. 
V únoru 2019 vyšlo najevo, že společnost OPC rovněž získala inventář skladu net SE a od února 2019 prodávala objektivy z tohoto inventáře za zhruba polovinu předchozí katalogové ceny. Zůstává nejasné, kdo je za těmito 2 miliony euro akciového kapitálu společnosti OPC Optical Precision Components Europe GmbH, která byla založena v létě 2018.

## Historické výrobky
Hugo Meyer a jeho nástupnické společnosti byli známí svými objektivy. Byly vyráběny objektivy pro fotografické a filmové kamery i pro diaprojektory a filmové projektory. Důraz byl kladen na objektivy pro fotoaparáty.

### Objektivy pro fotoaparáty

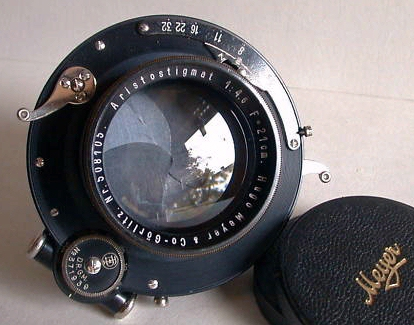
Aristostigmat, jeden z nejúspěšnějších dvojitých objektivů (1:4,6/210 mm)
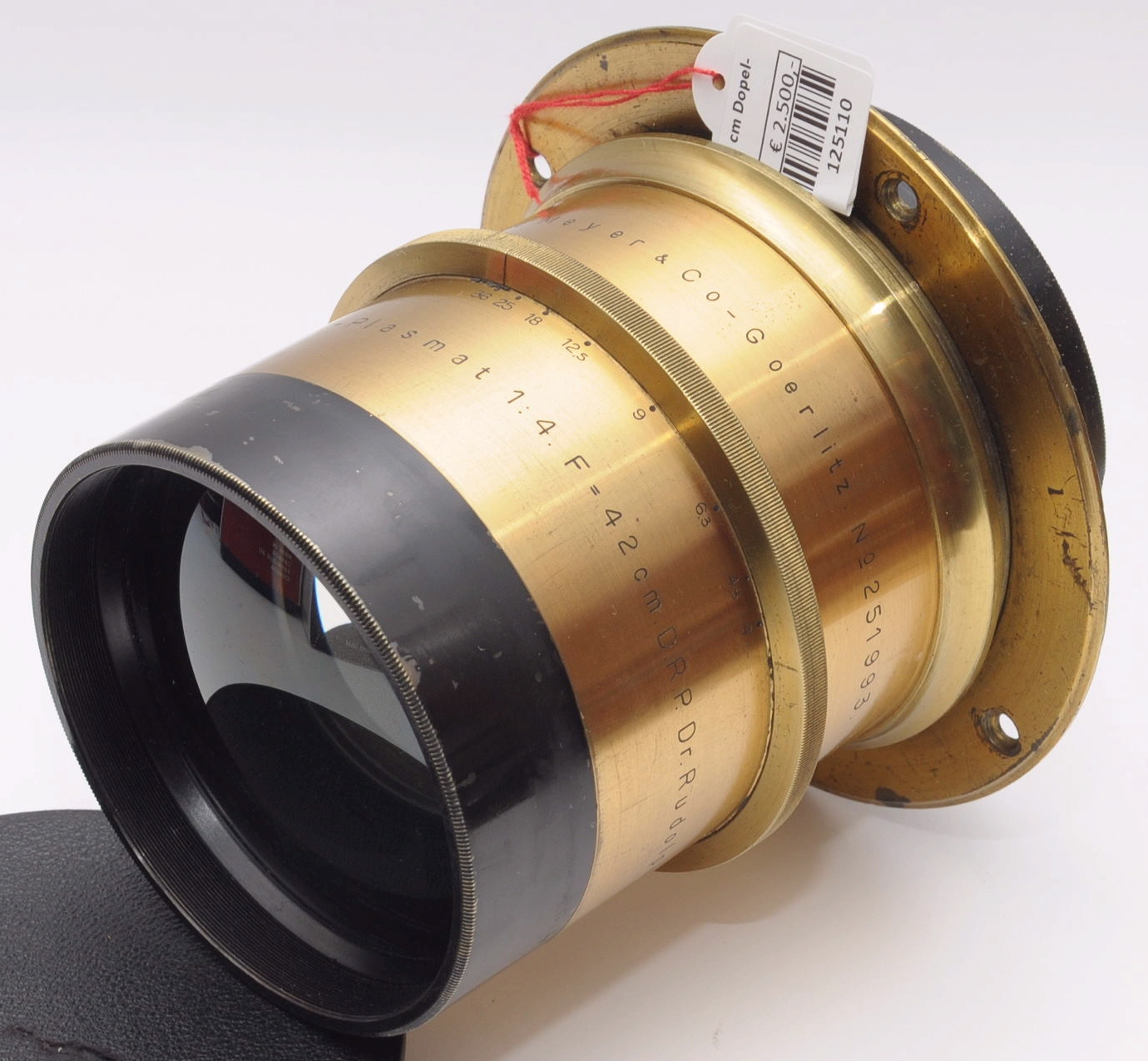
Jeden z prvních dvojitých plazmatických objektivů 1:4/420 mm vyvinutý Paulem Rudolphem
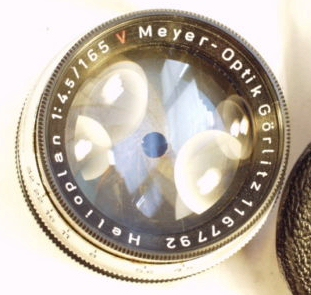
Helioplan, dvojitý anastigmat 1:4,5/165 mm přejmenovaný po válce
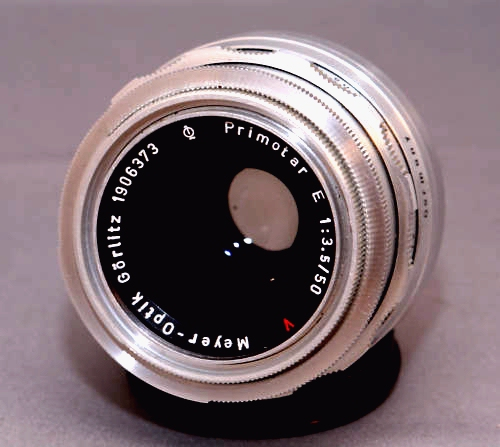
Normální objektiv Primotar (typ Tessar) 1:3,5/50 mm (1956)

Jedním z prvních nejznámějších objektivů byl aristostigmat. Poté, co Američan Alvan Graham Clark v roce 1888 patentoval pro Spojené státy Gaussův dvojitý objektiv se čtyřmi členy, vyvinul Meyer svou vlastní výrazně vylepšenou a velmi úspěšnou verzi. Na rozdíl od objektivu Gauss od Clarka se Meyerovi podařilo pomocí moderních druhů skla korigovat sférickou a chromatickou aberaci i astigmatismus (německý říšský patent 125560 z 10. června 1900). Planar, který Paul Rudolph krátce předtím vyvinul pro Zeiss, vyžadoval šest objektivů, aby korigoval astigmatismus (s nízkým zakřivením obrazového pole).
Významného technologického pokroku bylo dosaženo v letech po první světové válce díky novému vývoji Paula Rudolpha. Pracoval především na vývoji objektivu Plasmat společnosti Meyer-Optik. Plasmat je vyměnitelný objektiv, u kterého jsou zcela korigovány barevné chyby s tehdy senzační světelností 1:4. Na základě požadavků rostoucího filmového průmyslu vyvinul Rudolph již v roce 1924 takzvaný Kino Plasmat se světelností 1:2. V roce 1926 následovala varianta Kino Plasmat se světelností 1:1,5. V té době to byl „nejrychlejší“ fotografický objektiv na světě. Přední filmové kamery jako například značka Bolex byla v meziválečném období vybavena Meyerovými objektivy. Meyer-Optik později vyráběl objektivy Tevo pro filmovou kameru Zeiss-Ikon AK8.
Společnost Meyer-Optik mimo jiné vyráběla následující objektivy:
- Domiplan
- Domiron
- Helioplan
- Lydith
- Orestegon
- Orestegor
- Oreston
- Orestor
- Primagon
- Primoplan
- Primotary
- Telefogar
- Telemegor
- Trioplan
- Veraplan

Primotar je název důležité řady objektivů od společnosti Meyer. Předválečné objektivy Primotar byly v podstatě mírně upravenými kopiemi Zeiss Tessar. Díky své vysoké kvalitě za mírně nižší ceny byly velmi oblíbené. Primotar pod jménem „Ihagee Anast. Exaktar“ pro původní vybavení Exakty. Zpočátku však nebyly ve státním správě vyráběny žádné vhodné normální objektivy Primotar. To se změnilo v roce 1956 díky pozoruhodnému dalšímu vývoji, Primotar E 50 f/3,5 s automatickou clonou. U různých verzí pokrýval Primotar rozsah ohniskové vzdálenosti 50–80–135–180 mm se světelností 1:3,5 až do 60. let. V roce 1960 byl Primotar 50 f/2,8 krátce vyroben v přímé konkurenci s Zeiss Tessar. Nástupcem v tomto rozsahu ohniskových vzdáleností byl částečně Orestor se světelností 1:2,8 a ohniskovými vzdálenostmi 100 a 135 mm.

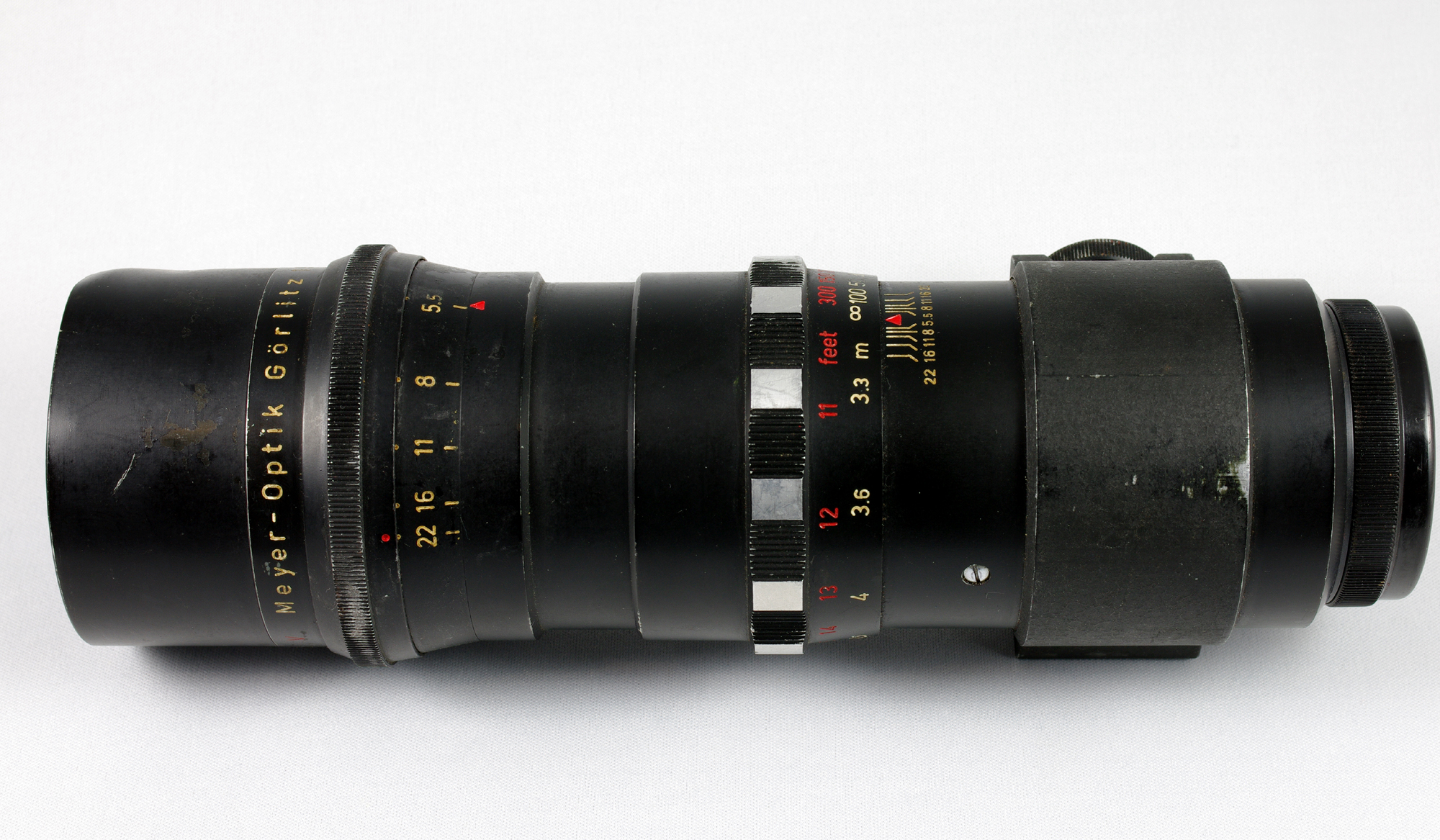
Teleobjektiv Telemegor 1:5,5/250 mm
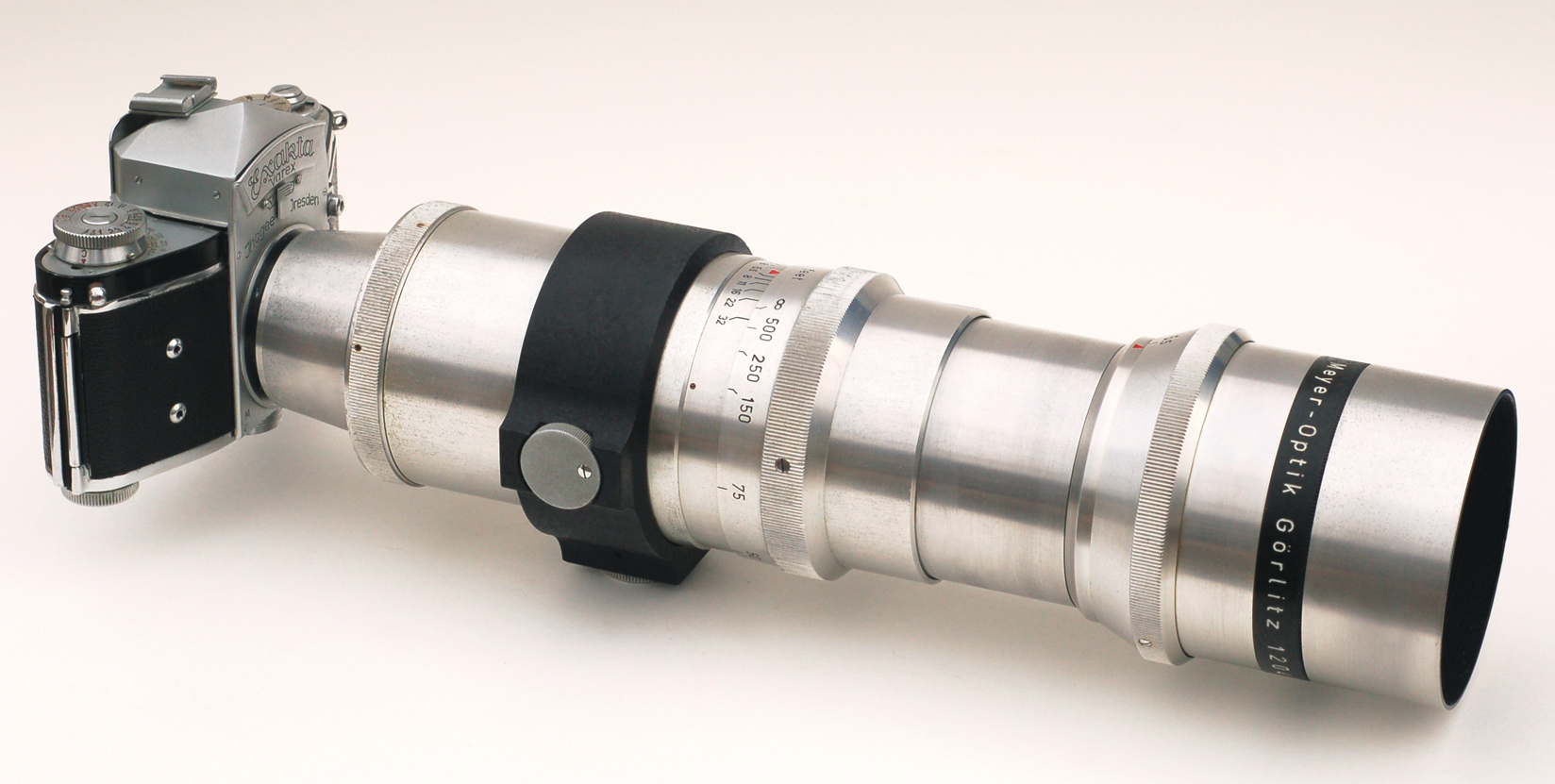
400 mm Telemegor na Exakta Varex
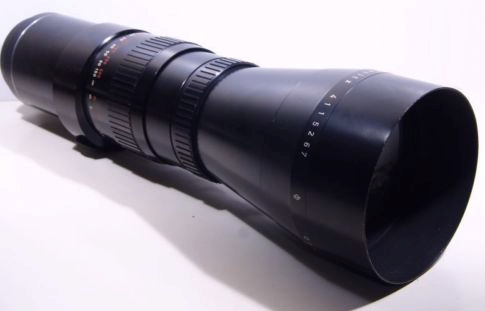
Orestegor 1:5,6/500 mm vhodný také pro středoformátové fotoaparáty, jako je Pentacon Six (od roku 1967)
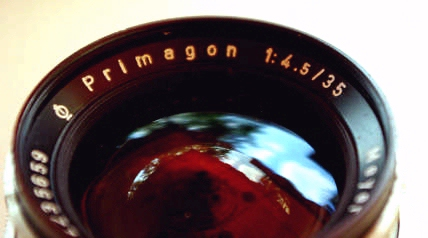
Primagon 1:4,5/35 mm, širokoúhlý objektiv v designu retrofocus
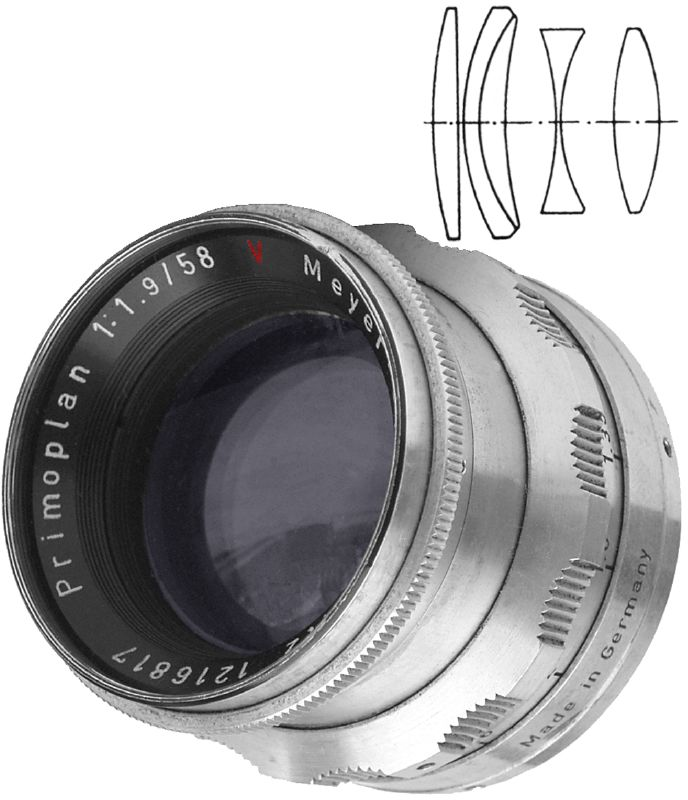
Primoplan: prodloužení tripletu o pěti prvcích

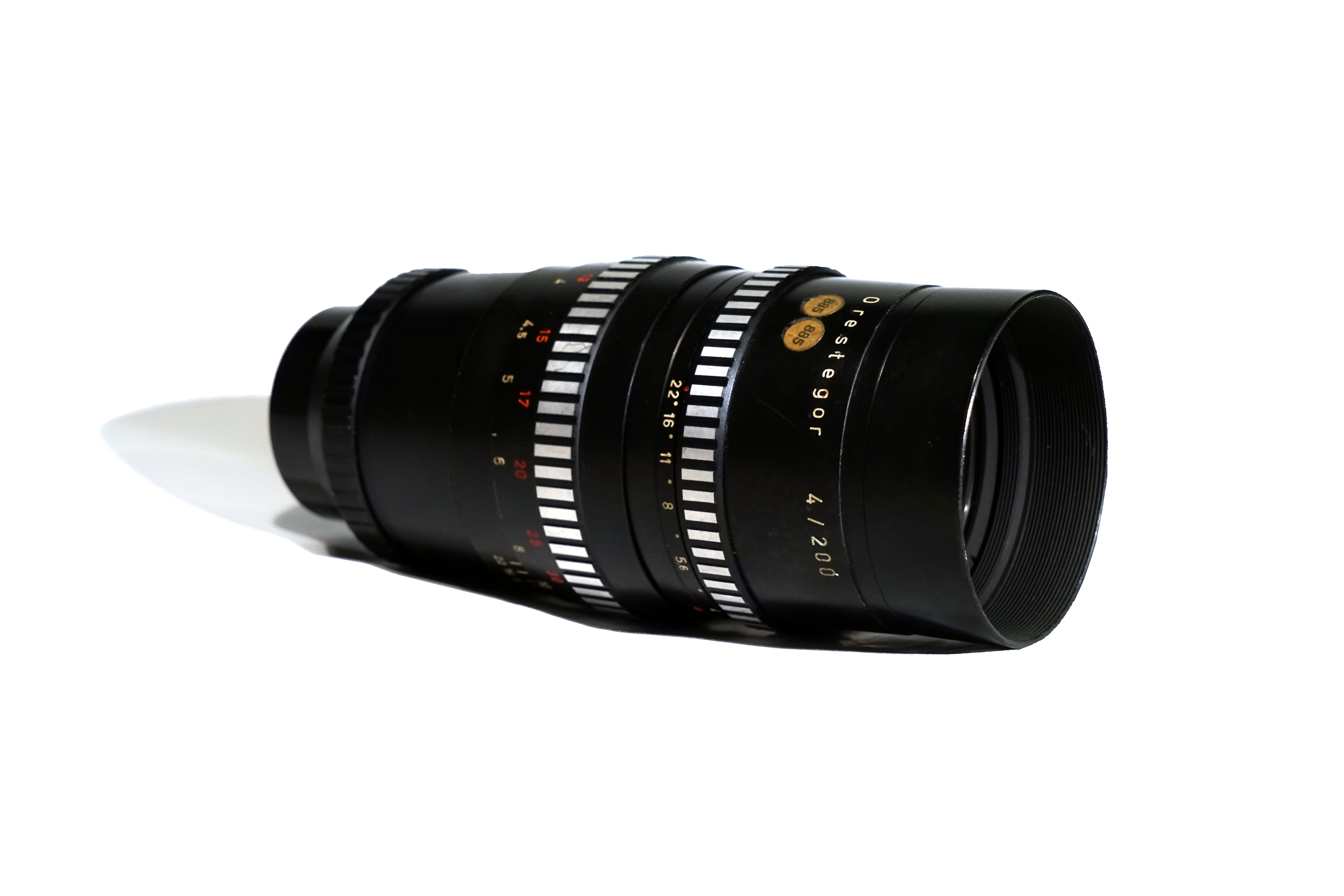
Orestegor 1:4, 200 mm

Objektivy s dlouhou ohniskovou vzdáleností byly původně známé také jako Trioplan, byly nabízeny jako jednoduchý Cooke-triplet. První teleobjektivy řady Telemegor se čtyřmi členy, vyvinuté Stephanem Roeschleinem, se na trh dostaly ještě před válkou. Na konci 60. let byla řada Telemegor nahrazena většinou Orestegorovou sérií s pěti členy. Pro ohniskové vzdálenosti 200 a 300 mm byla maximální intenzita světla 1:4. 500 mm-Orestegor měl maximální clonu 1:5,6. 300 mm a 500 mm-Orestegor byly také nabízeny pro středoformátové fotoaparáty – zejména Praktisix, pozdější Pentacon Six.
V oblasti širokoúhlých objektivů nabízel Meyer před druhou světovou válkou převážně symetrický širokoúhlý dvojitý anastigmat se čtyřmi členy. S nízkou světelností 1:4,5 a ohniskovou vzdáleností 40 mm to byla konstrukce objektivu známá od přelomu století. Objektiv se vyráběl až do roku 1952 – po válce jako Helioplan. Jako moderní širokoúhlý objektiv s retro fokusovým designem byl v 50. a na počátku 60. let představen Primagon se čtyřmi členy (35 f/4,5) mm). Od roku 1964 byl širokoúhlý rozsah pokryt silnějším pětičlenným objektivem Lydith, objektivem s volitelnou clonou (1:3,5/30). Poté, co byla značka Meyer-Optik opuštěna, začal se Lydith vyrábět jako Pentacon 1:3,5/30 mm. Na konci 60. let byl v širokoúhlém rozsahu používat ještě výkonnější Orestegon 1:2,8/29 mm. Na rozdíl od Lydithu měl automatickou clonu.

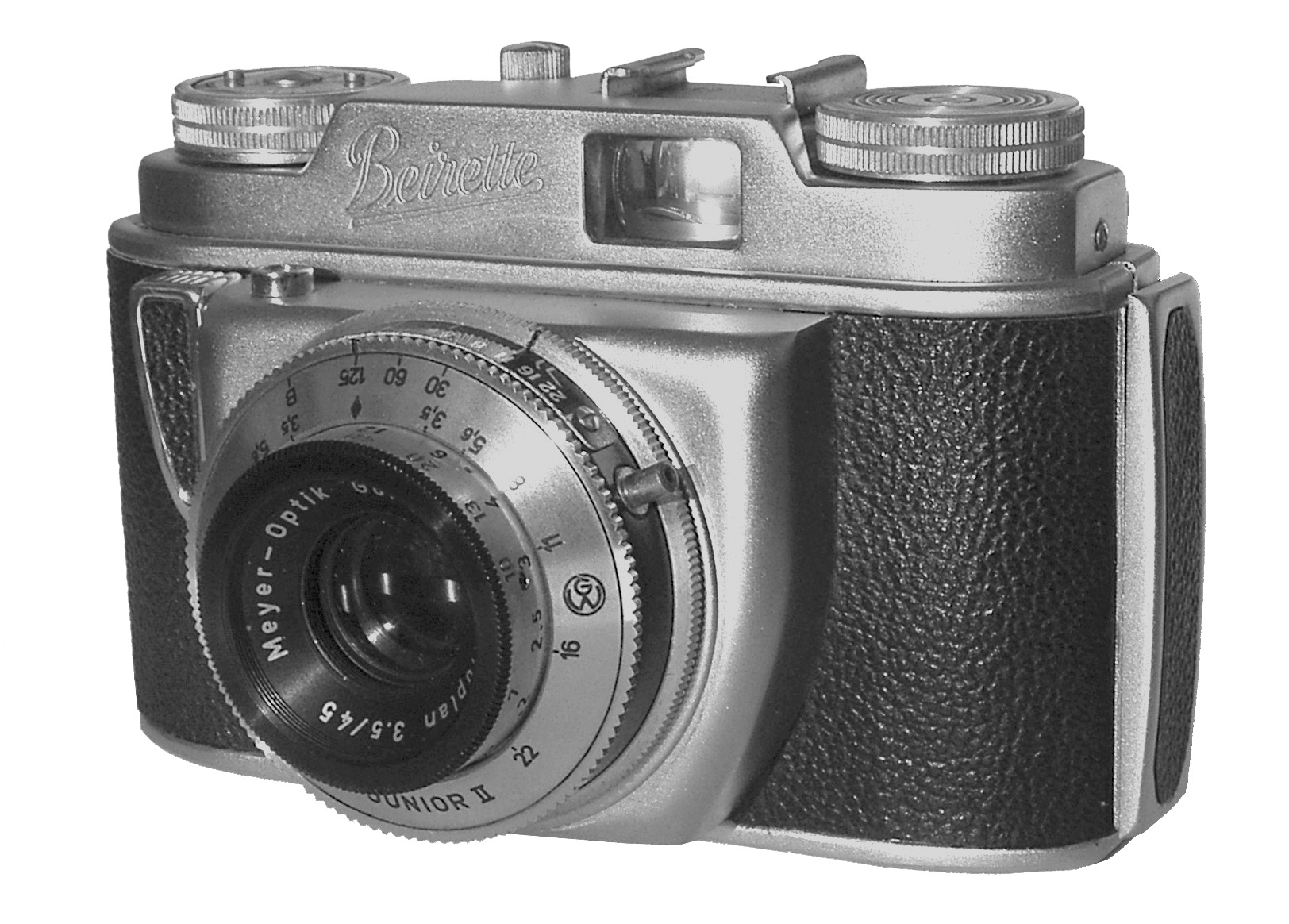
Trioplan 1:3,5/45 na fotoaparátu Beirette (1959)
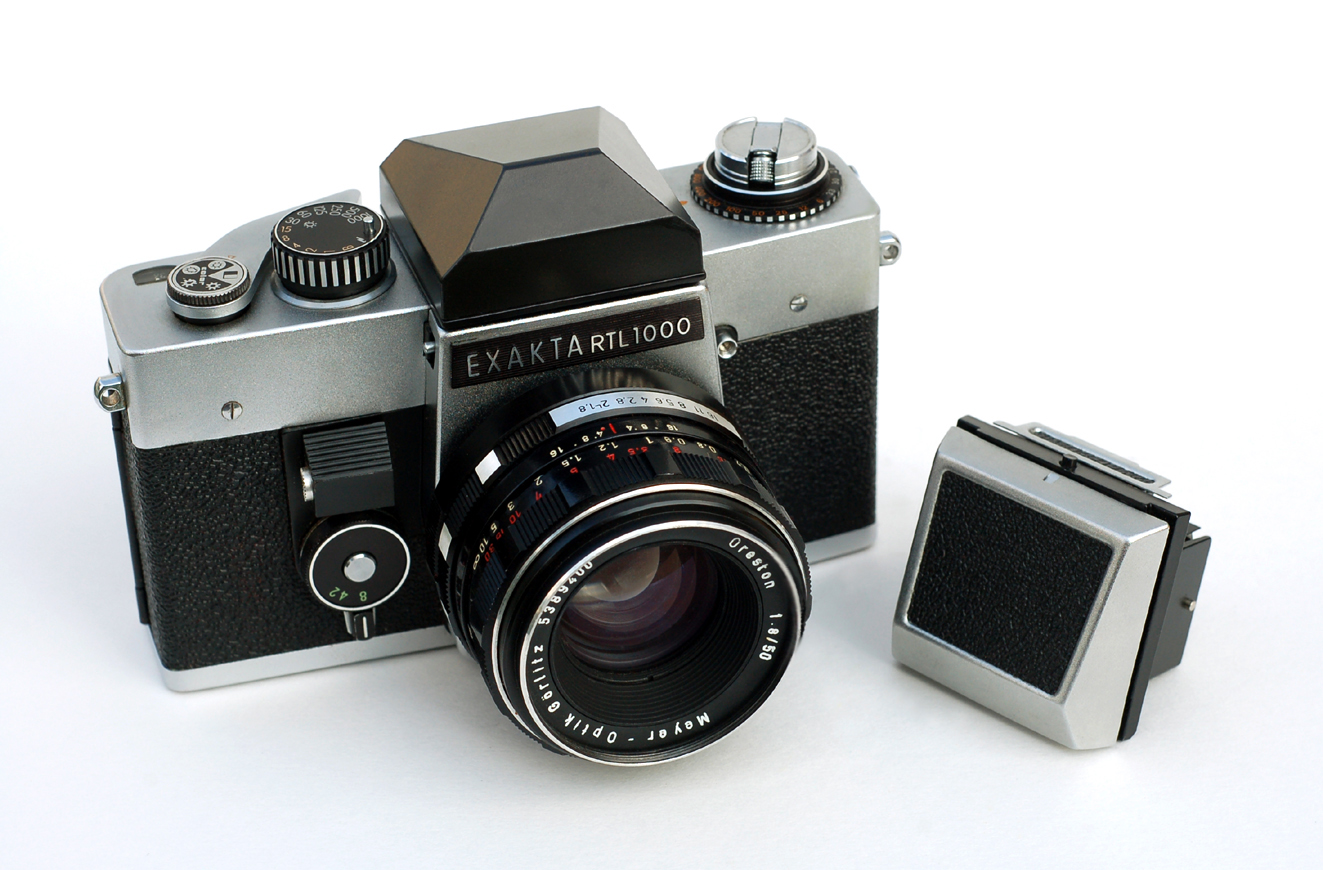
Oreston 1,8/50 na Exakta RTL 100
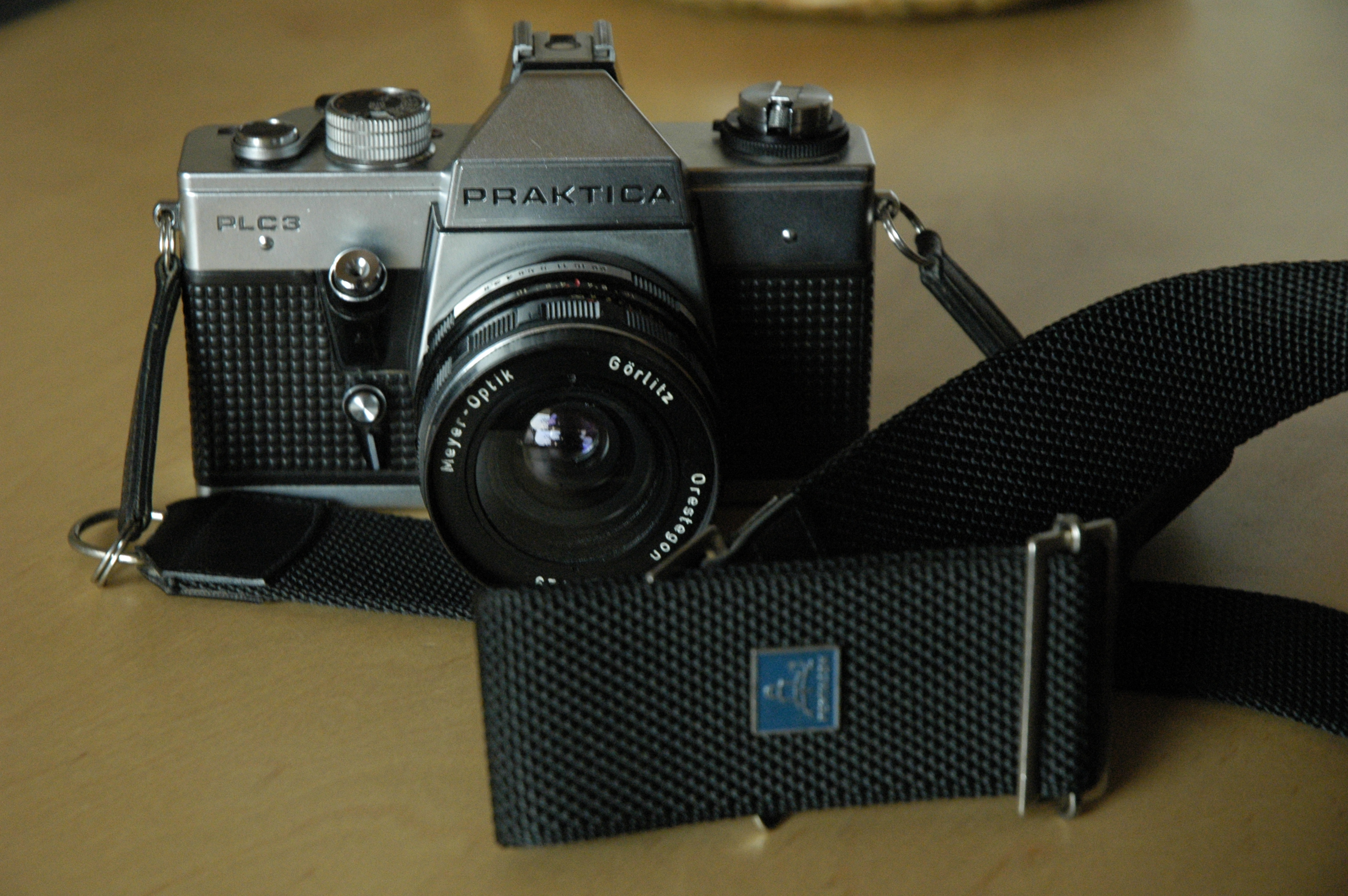
Orestegon na PLC Praktica3
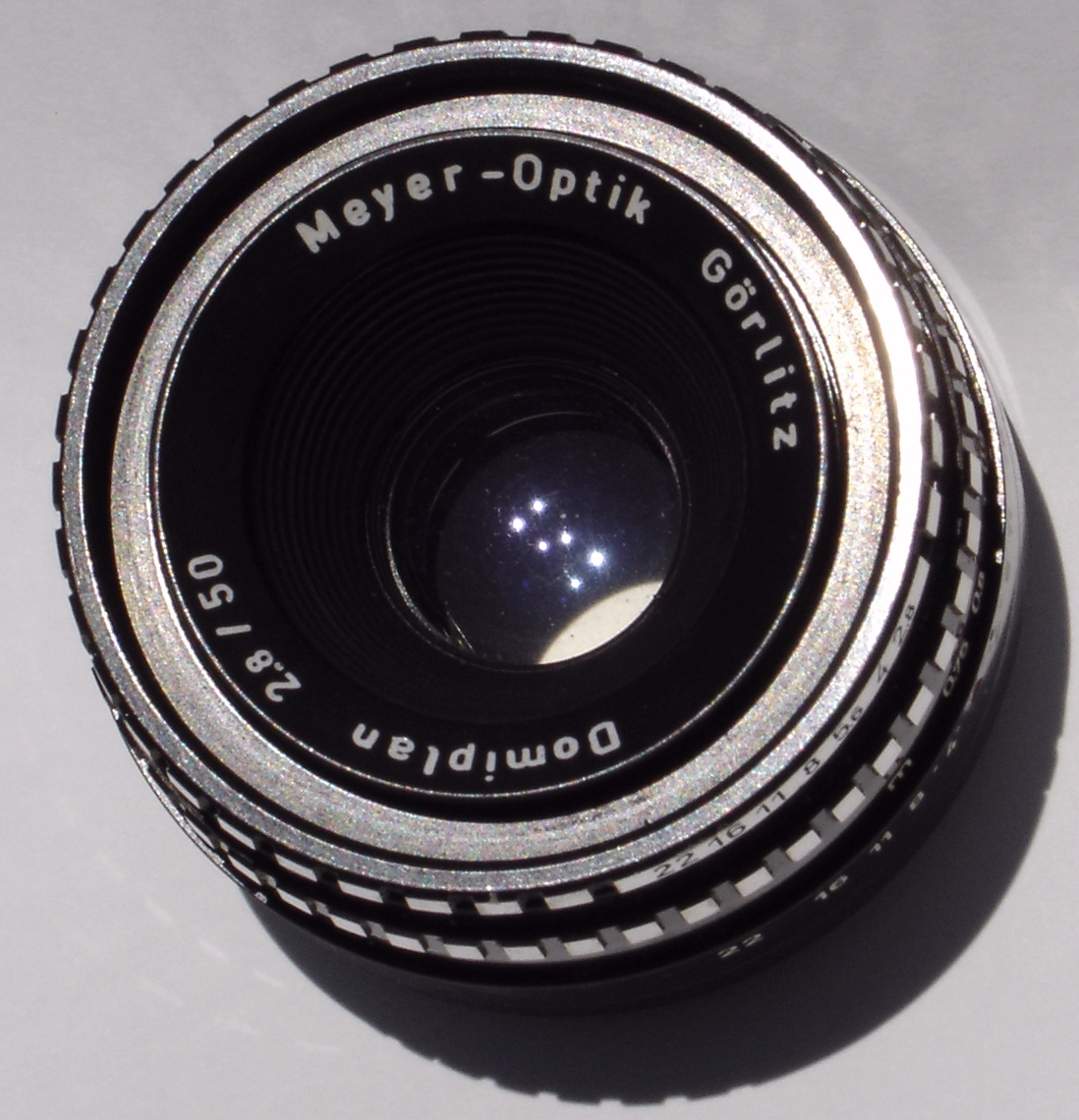
Standardní objektiv Meyer-Görlitz Domiplan; skládá se ze tří samostatných čoček (6 členů!), jako je Cooke-Triplet

Nejlevnější objektivy s ohniskovou vzdáleností kolem 50 mm byly varianty Cooke triplet u téměř všech klasických optických společností. Trioplan (1:2,9/50) převzal tento úkol v Meyer-Optik až do roku 1963. Poté jej nahradil také velmi rozšířený a dobře vyrobený normální objektiv Domiplan (1:2,8/50). Jeden objektiv vyráběný výhradně pro fotoaparáty Altix byl Telefogar (přibližně 1:3,5/90 mm). Na konci 60. let byl Oreston 1:1,8/50 nabízen jako rychlejší alternativa. Od roku 1971 byla ve velkém měřítku vyrobena odpovídající objektiv Pentacon.

### Projekční objektivy
Meyer také vyráběl projekční objektivy. Varianty trojice Trioplan se občas vyskytovaly ve starších projektorech. Na předválečných modelech byly známé jako Filmostar II („Hugo Meyer & Co., Görlitz“).
Na přelomu 40. a 50. let 20. století začala rozsáhlá výroba různých verzí objektivu Diaplan. Diaplan byl projekční objektiv pro diaprojektory, jako je Cooke-triplet. Před zavedením lanthanového skla měly diaplanální objektivy obvykle světelnost 1:3,5. Později se na trh dostaly modernější verze se světelností 1:3 a 1:2,8.
Pro episkopy a epidiaskopy byl obdobně strukturovaný, ale mnohem větší projekční objektiv Epidon (např. Epidon 1:3,6/420). Například byl používán v rozšířených zařízeních „Pentascop“ od společnosti Pentacon.
Kinon -Superior byl vyroben ve verzích I a II. Jedná se o dříve známý objektiv pro projekci 8 mm a 16 mm filmů. Typické ohniskové vzdálenosti byly 35, 50 nebo 100 mm.

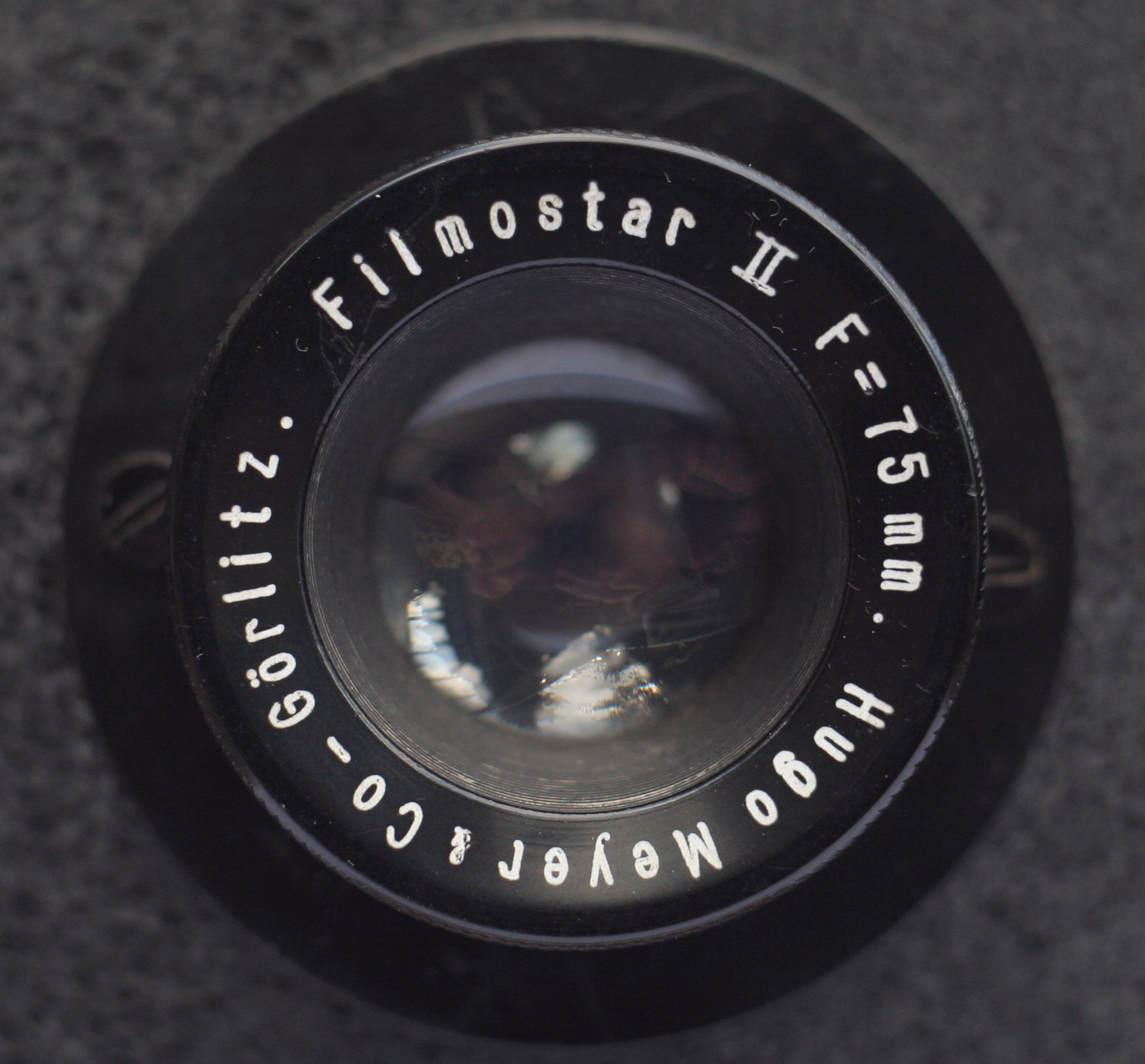
Filmostar II 75 mm; Filmostars III a IV byly označeny jako „Filmosto“
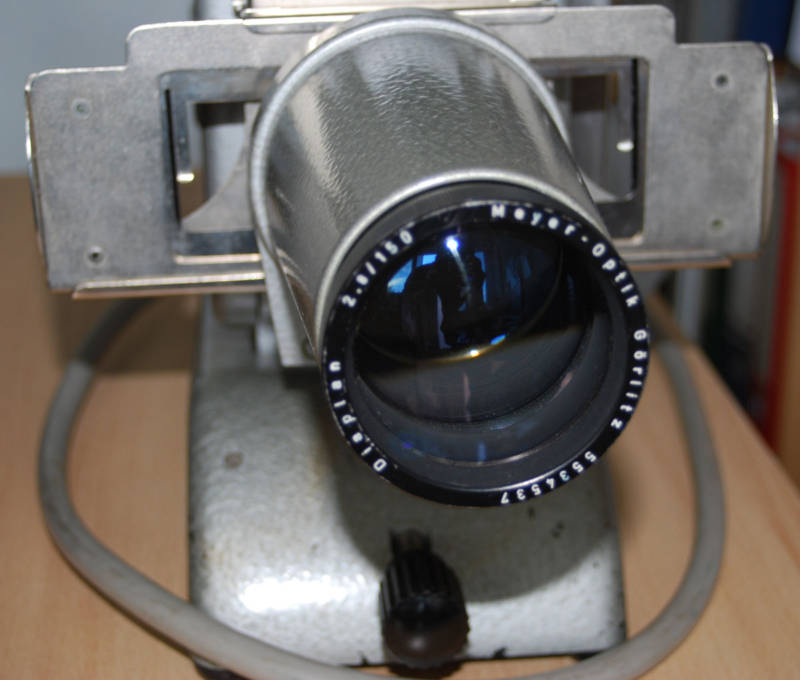
Diaplan 1: 2,8 / 150 mm byl projekční objektiv vhodný pro středoformátové diapozitivy
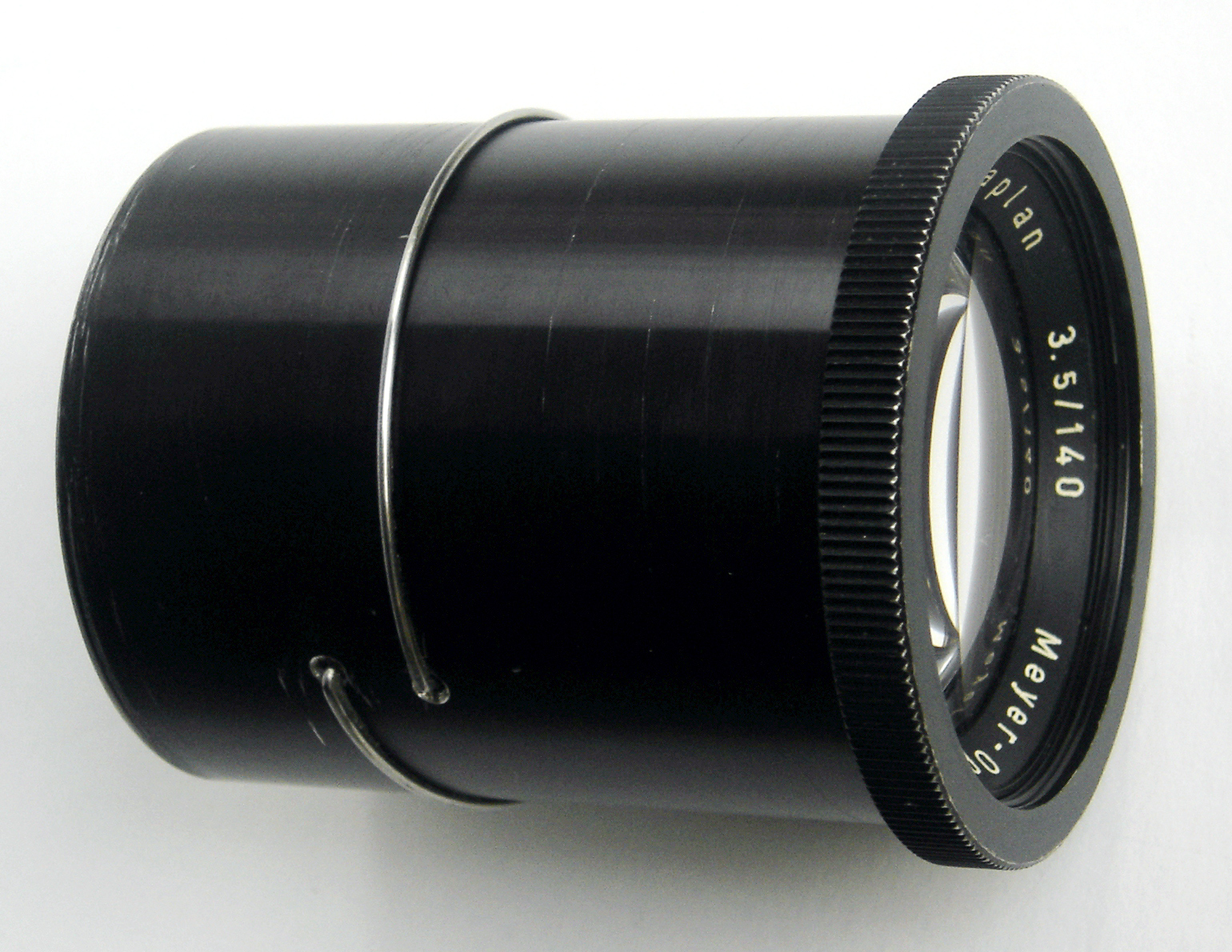
Tady je další, méně lehký Diaplan 1: 3,5 / 140 mm.

### Fotoaparáty a další příslušenství

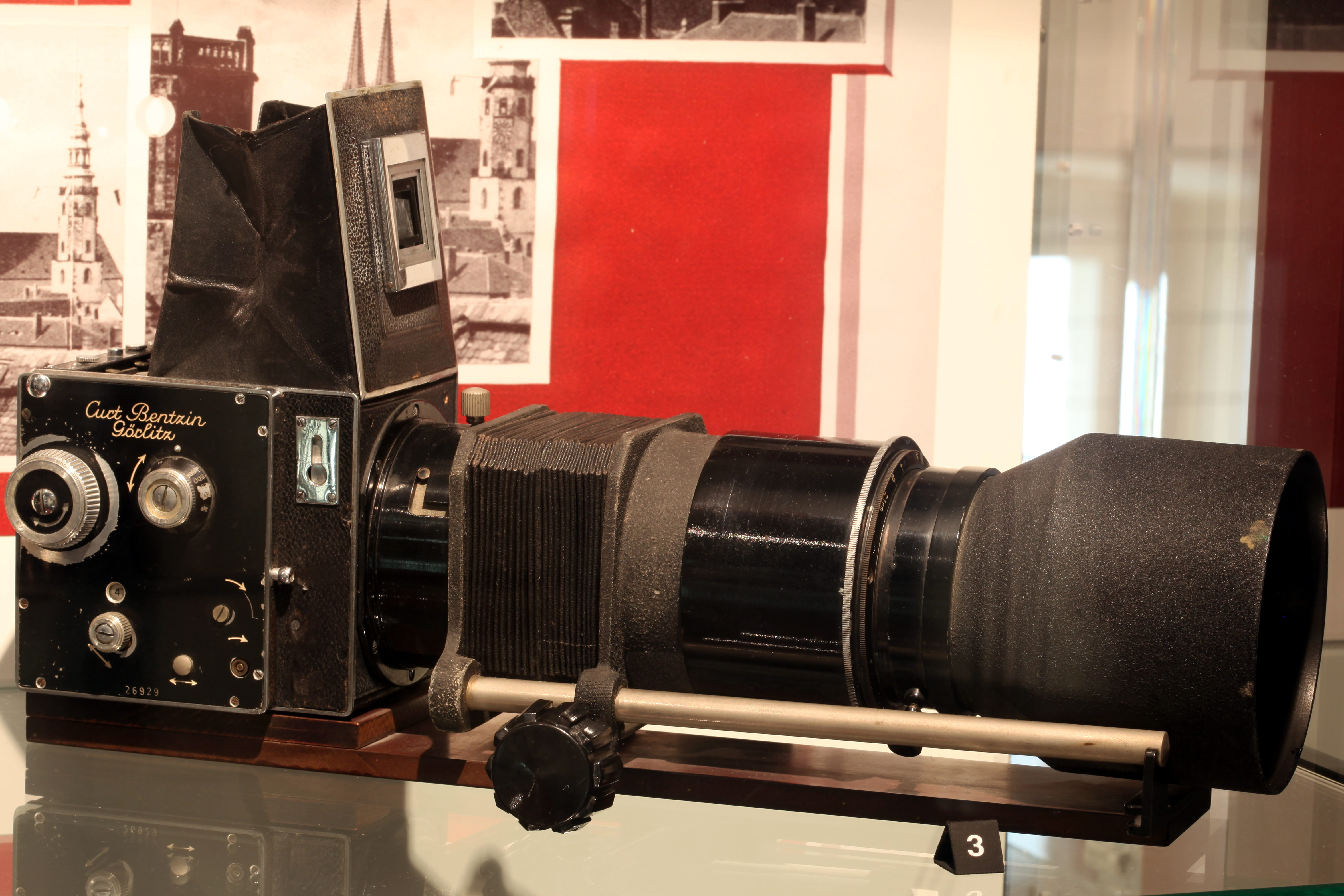
Primarflex od Curta Bentzina, který později převzal VEB Feinoptisches Werk Görlitz
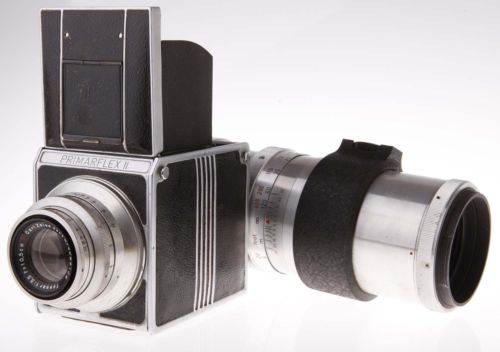
Primarflex II z výroby VEB Feinoptisches Werk Görlitz

Meyer pro společnost Leica vyráběl reflexní hledáček pod značkou Megoflex. Společnost také vyráběla fotoaparáty, příkladem je Megor Type 1, maloformátová kamera 3 × 4 cm, která byla vybavena objektivem Primotar 1:3,5/50.
Kamery Primarflex II byly dodány z výroby Primar-Kamera-Werks (dříve Curt Bentzin), která byla založena v roce 1951. Jednalo se o fotoaparáty středního formátu 6x6 cm.